# Combat de Bais
Chouannerie
Batailles
Le combat de Bais a lieu en février 1796, pendant la Chouannerie.

## Déroulement
Le déroulement de ce combat est rapporté par l'officier chouan Toussaint du Breil de Pontbriand, dans ses mémoires. Celui-ci le place vers le milieu du mois de février de l'année 1796,. D'après son récit, Pierre Rossignol, le commandant des compagnies royalistes de Pocé-les-Bois, Saint-Aubin-des-Landes, Saint-Didier, Cornillé et Domalain, se porte dans la paroisse de Bais, où ses hommes se dispersent pour déjeuner et prendre leurs logements,. Cependant, les chouans sont surpris et mis en fuite par les garnisons et les gardes territoriaux des communes de Bais, Louvigné-de-Bais et Moulins,. Alerté par la fusillade alors qu'il faisait faire l'exercice à ses troupes à Étrelles, Toussaint du Breil de Pontbriand accourt avec les compagnies d'Argentré-du-Plessis,Saint-M'Hervé, Étrelles, Erbrée, La Chapelle-Erbrée et du Pertre,. Son avant-garde, commandée par le capitaine Pierre Carré dit Piquet, engage le combat avec les républicains et les attire dans une embuscade,. Les hommes de Pontbriand ouvrent le feu à 30 pas et mettent rapidement en fuite les patriotes,. De son côté, Rossignol rallie ses compagnies sur les arrières de Pontbriand et lance ses hommes à la poursuite des fuyards, qui se réfugient à l'intérieur du bourg de Bais,.
À Bais, les républicains se retranchent derrières leurs fortifications, édifiées autour du cimetière et de l'église Saint-Marse,. Lorsque les chouans pénètrent dans le bourg, ils sont accueillis par une « grêle de balles », depuis la tour de l'église, le cimetière fortifié et quelques maisons,. Pontbriand escalade les murs du cimetière avec une quarantaine d'hommes et se poste à l'abri des tirs de la tour et des redoutes placées devant les portes de l'église,. Cependant, il constate qu'il lui est impossible de prendre d'assaut le bâtiment et que le bruit de la fusillade risque d'attirer les garnisons voisines de Châteaugiron et de Piré-sur-Seiche qui peuvent venir en aide aux assiégés,. Il rejoint le reste de ses hommes, en train de tirer inutilement sur la tour de l'église, et donne l'ordre de la retraite,. Un Anglais propose à Pontbriand de mettre le feu à l'église, ce que ce dernier refuse, mais il allume sans ordre des fagots d'épine, ce qui provoque l'incendie d'un bâtiment isolé,.

## Pertes
Selon Pontbriand, un chouan est tué et 18 autres sont blessés, dont la Poule, adjudant du canton d'Argentré,,. Du côté des républicains, il affirme qu'« un assez grand nombre de soldats et de gardes territoriaux » ont péri dans la déroute, mais que « le nombre n'en fut pas connu »,. Selon lui, une trentaine de morts sont retrouvés sur la route,. Environ 65 fusils et 100 paquets de cartouches sont également saisis,,.